# Glycine latifolia
Glycine latifolia är en ärtväxtart som först beskrevs av George Bentham, och fick sitt nu gällande namn av C.A.Newell och Hymowitz. Glycine latifolia ingår i släktet sojabönor, och familjen ärtväxter. IUCN kategoriserar arten globalt som livskraftig. Inga underarter finns listade i Catalogue of Life.